# Zoițani
Zoițani – wieś w Rumunii, w okręgu Botoszany, w gminie Adășeni. W 2011 roku liczyła 390 mieszkańców.